# Patrick O'Boyle
Patrick Aloysius O'Boyle (18 de juliol de 1896 - 10 d'agost de 1987) va ser un prelat nord-americà de l'Església Catòlica Romana. Va exercir com a Arquebisbe de Washington des de 1948 fins a 1973, i va ser elevat al cardenalat el 1967.

## Família i educació
Patrick O'Boyle va néixer a Scranton, Pennsylvania, fill de Michael i Mary O'Boyle, que van ser immigrants irlandesos. El seu pare era originari del comtat de Sligo, i el 1889 va arribar als Estats Units, on es va establir a Bedford, Nova York La seva mare es va mudar a Nova York el 1879, i després es va casar amb O'Boyle el desembre de 1893 Poc després es va mudar a Scranton, on Michael va esdevenir un obrer metal·lúrgic, la seva germana va morir durant la infància el 1895.
Patrick va ser batejat dos dies després del seu naixement a l'església de St Paul's a Scranton. Després de la mort del seu pare el gener de 1907, va ajudar a mantenir a la seva mare al convertir-se en un repartidor de diaris. Va abandonar l'escola el 1910 i entra a treballar per la Companyia Bradstreet, i va entrar a St Thomas College el 1911, a les ordres d'un sacerdot local. A més dels seus estudis, exercia com a bibliotecari de la classe i editor de la revista mensual El Sant Tomàs d'Aquino.

## Sacerdot i bisbe
El 21 de maig 1921 va rebre el sagrament de l'Orde, i va treballar fins a 1926 com a rector en la Arquidiócesis de Nova York. De 1932 a 1936 va ser professor en una escola de treball social des de 1936 fins a 1943 va exercir com a Director de la Missió de la Verge Immaculada a Staten Island. El 1941 va rebre el nomenament de Camarleng de Sa Santedat, el 1944, per part de la Casa Pontifícia de prelats. De 1943 a 1947, va ser responsable de la gestió de la Caritat a l'Arquebisbat de Nova York.
El 1947 el Papa Pius XII el va nomenar Arquebisbe de Washington. Va rebre L'ordenació episcopal el 14 de gener de 1948 per pert de l'Arquebisbe de Nova York, el cardenal Francis Spellman. Participá en el Concili Vaticà II durant els anys 1962 a 1965. El Papa Pau VI, li oferir diversos càrrecs els anys següents. Va ser creat cardenal sacerdot de Sant Nicola en Carceres, en el consistori del 26 de juny de 1967. En la mateixa cerimònia, l'arquebisbe de Cracòvia Karol Wojtyla (el futur Papa Joan Pau II) també va ser elevada al Col·legi de Cardenals. O'Boyle renunciar com a arquebisbe de Washington el 3 de març de 1973, per motius d'edat.
O'Boyle era socialment progressista però teològicament conservador. Conegut per la seva oposició al racisme, va obrir el camí a l'eliminació de la segregació del sistema escolar nord-americà de la raça i es mostra fervent en la seva lluita i va declarar davant la cort suprema que la segregació era anticonstitucional. O'Boyle va ser també un fervent defensor de l'encíclica de Pau VI "Humanae", i va censurar eclesiàstics que dissentissin dels seus ensenyaments. Durant la seva joventut, va recolzar Robert M. La Follette, Sr i Al Smith.
El Cardenal O'Boyle va morir a Washington DC, el 1987 als 91 anys. Va ser el primer a ser enterrat en una cambra funerària construïda dins de la Catedral de Sant Mateu, l'Apòstol dels arquebisbes de Washington. També és el lloc final de descans del cardenal James Aloysius Hickey.